# Kawasaki GPZ 500 S
La Kawasaki GPZ 500 S conocida también como Kawasaki Ninja 500 y Kawasaki EX500 es una motocicleta polivalente fabricada por Kawasaki con un marcado carácter deportivo y bajo mantenimiento. Su propulsor es un motor bicilíndrico en paralelo de cuatro tiempos y 498 cm³ refrigerado por líquido. Era una de las motos de serie más rápidas de su clase que se comercializó en la categoría de 500 cm³. La Kawasaki GPZ 500 S era además poseedora de una muy buena combinación de fuerza y ligereza que la hizo muy popular como motocicleta deportiva. Gozaba de una gran popularidad y era apreciada en el mercado de segunda mano ya que se considerada por muchos una moto-escuela y era a menudo adquirida para enseñarse a pilotar motocicletas deportivas.

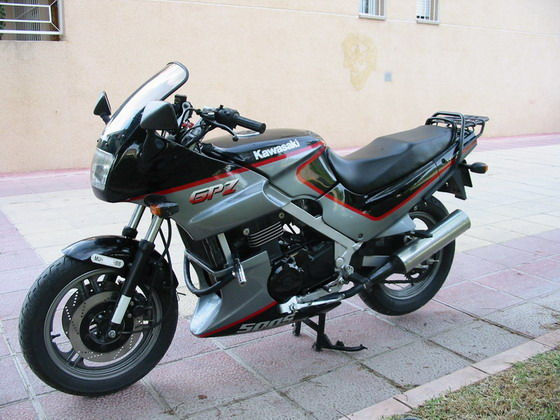
Kawasaki GPZ 500 S de 1993.

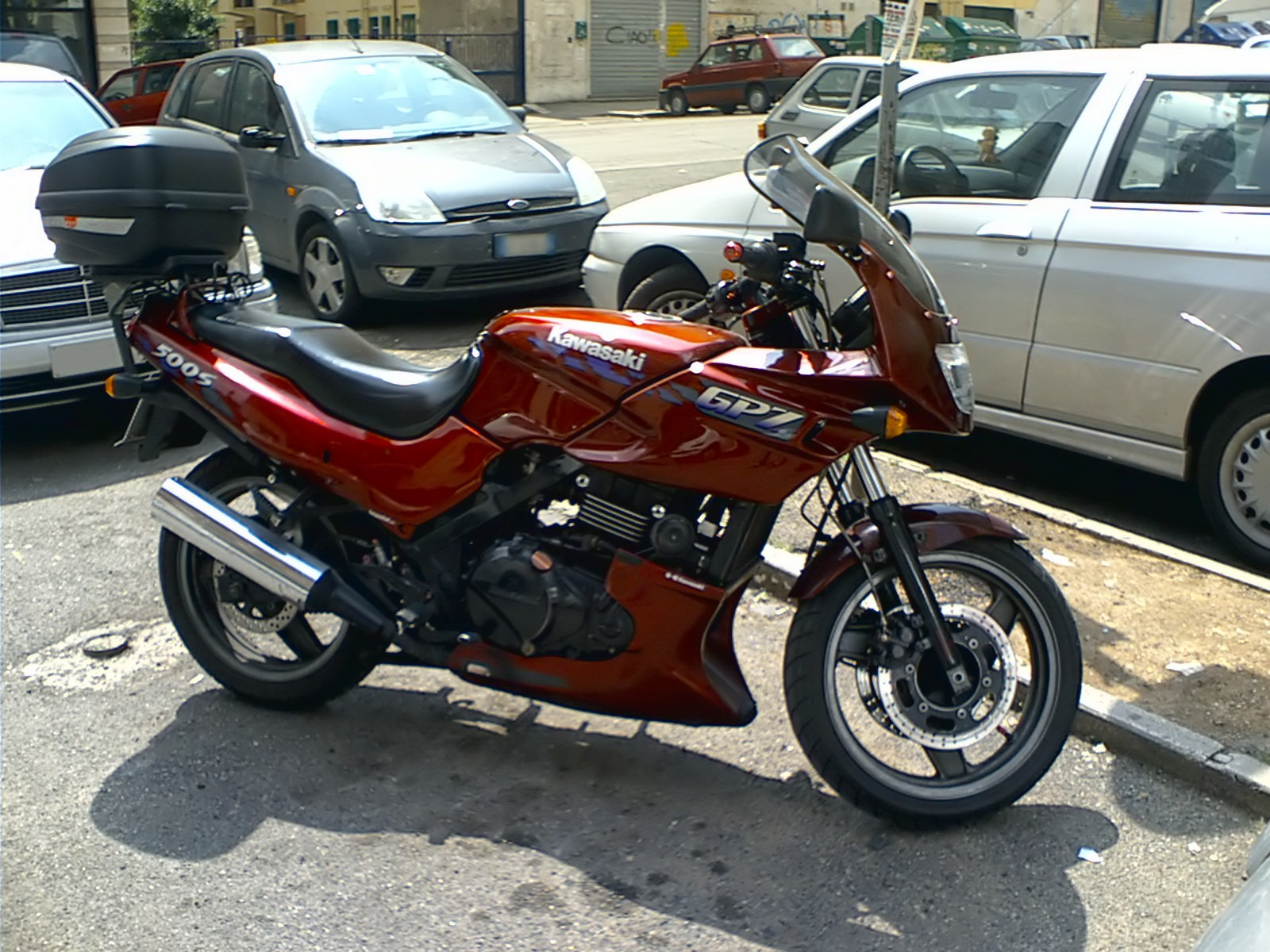
Vista lateral del modelo fabricado a partir de 1994

## Historia
El fabricante japonés comenzó a producir la Kawasaki GPZ 500 S en el año 1987 y terminó de hacerlo en 2009. También es conocida fuera de España como Kawasaki GPX 500 R, Kawasaki EX500, Kawasaki Ninja 500 o Kawasaki Ninja 500R. Cabe destacar que el diseño original de 1987 fue retocado en 1994 y desde entonces no sufrió cambios sustanciales.

### El segundo modelo
Como se ha comentado anteriormente, Kawasaki retocó algunos aspectos del modelo original en 1994. Tras unos cambios puramente estéticos en la carrocería, en este segundo modelo hay destacaban las nuevas llantas de 17 pulgadas en sustitución de las de 16, que ampliaban el abanico de posibilidades a la hora de elegir neumáticos y que además le daban a la GPZ un comportamiento y una apariencia más deportiva. También se suprimió el freno de tambor trasero y en su lugar se montó un disco de 230 mm.
El nombre comercial cambió en América de Kawasaki EX500 a Kawasaki Ninja 500. El sufijo R fue añadido a su nombre en 1998 pasándose a denominar Kawasaki Ninja 500R en el mercado americano. En España, sin embargo, el nombre comercial se mantuvo siempre como Kawasaki GPZ 500 S.

## Características técnicas
- Motor: 4 tiempos, refrigeración por líquido, DOHC, 2 cilindros en línea, transversal,
- Cilindrada: 498 cm³
- Potencia kW: 43
- Potencia CV: 60
- Velocidad máxima: 200 km/h
- Diámetro x carrera: 74.00 mm × 58.00 mm
- Arranque: eléctrico
- Transmisión: manual de 6 velocidades
- Longitud total: 2110 mm
- Anchura total: 675 mm
- Altura total: 1165 mm
- Distancia entre ejes: 1440 mm
- Altura del asiento: 780 mm
- Peso en orden de marcha: 171 kg
- Suspensión delantera: HT 37/130 mm
- Suspensión trasera: SUT 100 mm
- Freno delantero: dos discos de 270 mm (1994 - 2009)-( 1987 - 1993 ) un solo disco
- Freno trasero: tambor (1987-1993) / Disco 230 mm (1994 en adelante)
- Neumático delantero: 100/90-16 H (1987-1993) / 110/70-17 H (1994 en adelante)
- Neumático trasero: 120/90-16 H (1987-1993) / 130/70-17 H (1994 en adelante)
- Depósito de gasolina: 18 L
- Consumo: entre 4,5 L/100 km y 7 L/100 km

## Mantenimiento
El mantenimiento de esta moto es bastante económico, sin olvidar nunca que estamos hablando de una motocicleta deportiva y no de una escúter ni de un coche.

### Aceite y filtros
El aceite de motor hay que sustituirlo cada 10 000 km según el manual. Como en la mayoría de motos de este tipo, se recomienda el uso de un aceite mineral de calidad SAE 10W40. Valvoline Racing es una buena opción y el nivel se mantiene bastante estable. Solamente habrá que rellenar un poco alguna que otra vez durante los meses más calurosos del verano si el uso es muy intensivo. Cada dos cambios de aceite hay que sustituir el filtro de aceite y también el filtro de aire.
A partir de las versiones del año 1994 la recomendación oficial de Kawasaki es aceite 10w50 o 15w50, ya que un aceite excesivamente fluido, podría dañar los componentes con temperaturas elevadas. Solo en versiones más modernas, o en climas fríos, los aceites 10w40 son los ideales.

### Frenos
Las pastillas de freno se cambian dependiendo del tipo y uso que se le de a la motocicleta. Unas Galfer de dureza media vienen a durar de unos 8.000 a 10 000 km, mientras que unas duras aguantan unos 15.000 km, sin notarse demasiada diferencia al tacto en la frenada. El tambor trasero que incorpora el primer modelo aguantará sin problemas los 40.000 km

### Neumáticos
Los neumáticos Pirelli Strada, por ejemplo, son bastante duros y alcanzan fácilmente los 20.000 km. Su precio además está bastante por debajo de otros neumáticos para motocicletas deportivas.
La presión en los neumáticos es de 2,2 (31 lpp) en la rueda delantera y de 2,5 (35 lpp) en la trasera.

### Sistema eléctrico
La batería original es del tipo YB14L-A2 de Yuasa, de 12 voltios y 14 amperios. Es de las llamadas "sin mantenimiento" (en el modelo nuevo) y tendrá que ser sustituida cuando haya perdido su capacidad de carga. Esto suele suceder a partir de los cinco años de antigüedad. Las bujías se cambian cada 10 000 km y el modelo original es la NGK modelo DR8ES. La separación de electrodos de la bujía es de 0,6 - 0,7 mm.
El modelo anterior al 94' tiene un grave problema con el alternador, concretamente el llamado volante magnético o rotor, el cual está formado por unos imanes que suelen desprenderse produciendo el fallo del sistema eléctrico, kawasaki rectificó este error en los modelos siguientes al del 94. El fallo se suele producir sobre los 25.000 km, y el coste de los componentes puede llegar a los 1.100 €, (si los imanes desprendidos han roto la bobina). Kawasaki pese a que reconoció el error, no se hace responsable de esta avería.

### Transmisión
Para empezar hay que recordar engrasar la cadena cada 500 km y cada vez que llueve (como en cualquier motocicleta). La transmisión secundaria rodará más o menos durante 30.000 o 40.000 km . A partir de este tiempo la cadena comenzará a estirarse considerablemente y tendrá que ser sustituido el conjunto piñón-cadena-plato.

### Suspensión
El aceite de la horquilla delantera se suele sustituir más o menos a los 30.000 km . El recomendado por el fabricante es un SAE 10W20.

## Competidoras directas
- Cagiva River 500
- Honda CB500/CB500 Sport
- Honda CBF500
- Honda VF500
- Kawasaki ER5
- Suzuki GSF 400 Bandit
- Suzuki GS500E/GS500/GS500F